# Danuviella
Danuviella är ett släkte av steklar som beskrevs av Erdös 1958. Danuviella ingår i familjen finglanssteklar.
Släktet innehåller bara arten Danuviella subplana.